# Нубијске пирамиде
Нубијске пирамиде су гробнице владара Напате и Мерое у Нубији, подручју долине Нила, које се налазе у данашњем Судану. Физичке пропорције нубијских пирамида се значајно разликују од египатских: грађене су од степенастих слојева хоризонтално постављен ог камења, а висина им је од око три до тридесет метара. Основа им је много мања и ретко прелази осам метара ширине. Пирамиде су уже и стрмије, са нагибом од око седамдесет степени. Већина има мале жртвене храмове, налик египатским, који су прслоњени уз подножје. Египатске пирамиде исте висине имају основу која је пет пута већа, а нагиб им је између четрдесет и педесет степени.
Ова област била је у прошлости територија три кушитска краљевства: првог с главним градом Керма (2400. п. н. е.-1500. п. н. е.), другог са центром у Напати (1000. п. н. е.-300. п. н. е.) и, коначно, краљевство Мерое (300. п. н. е.-300). Свако од ових краљевстава било је под јаквим културним, економским, политикими у војним утицајем моћних фараона старог Египта, царства које се налазило на северу. Кушитска краљевства су била озбиљни супарници Египту, тако да су чак у касном периоду староегипатске историје краљеви из Напате освојили и ујединили Египат, владајући као фараони Двадесет пете династије.
Доминација Напате у Египту била је релативно кратка, окончана је асирским освајањем 656. п. н. е. – али је културни утицај Египта био изузетно велик и изазвао је прави процват изградње пирамида у Нибији, која се одржала и у потоњем царству Мерое.
Око 220 пирамида је саграђено на три места у Нубији и служиле су као гробнице краљева и краљица Напате и Мерое. Прве су грађене у месту ел-Куру. Ту су гробнице краља Кашта и његовог сина Пије (Пјанки), заједно с гробницама Пијеових наследника Шабака, Шабатака и Танветамани, и 14 пирамида, гробница краљица.
Касније напатанске пирамиде налазиле су се у Нури, на западној обали Нила у Горњој Нубији. Ова некропола било је место сахране 21 краља и 52 краљице и принца. Најстарија и највећа пирамида у Нури је гробница напатанског краља и фараона Двадесетпете династије Тахарке.
Најпространије место нубијских пирамида је Мерое, које се налази између петог и шестог катаракта Нила, око 100 km северно од Картума. За време мероеског периода преко четдесет краљева и краљица је овде сахрањено.
Све пирамидалне гробнице у Нубији су опљачкане још у давна времена, али зидни рељефи сачувани у гробним капелама откривају да су њихови краљевски становници били мумифицирани, украшени накитом и остављени да почивају у дрвеним ковчезима. У време кад су их археолози истраживали у 19. и 20. веку, у неким пирамидама су откривени остаци лукова, тоболаца са стрелама, прстенова, дрвених кутија и намештаја, грнчарије, обојеног стакла и металног посуђа и многих других артефаката који су сведочили о развијеној мероитској трговини с Египтом и хеленистичким светом.